# RPG-27
L'RPG-27 è un lanciarazzi di progettazione sovietica. È in grado di lanciare la stessa munizione usata dall'RPG-7 nel tipo più moderno, ovvero la granata PG-7VR, calibro 105 mm con testata carica cava in tandem, con capacità di penetrare 650 mm di acciaio. L'arma è stata superata dal successivo RPG-29 mentre il precedente RPG-7 è risultato comunque più diffuso.
Come tutti questi lanciagranate, è dotato di un tubo riutilizzabile.

## Varianti
- RPG-27 con  testa di guerra HEAT in tandem.
- RShG-1 con  testa di guerra termobarica.